# Naval Scare von 1909
Der Naval Scare von 1909 (deutsch „Marine-Angstmache von 1909“) war ein politisches Ereignis im
Vereinigten Königreich im Kontext des deutsch-britischen Flottenwettrüstens im Vorfeld des Ersten Weltkrieges. Praktisch handelte es sich beim Naval Scare um einen Zustand öffentlicher Hysterie und Panik, der sich aus den von Teilen der britischen Marineleitung, Teilen der rechten Presse und Teilen der politischen Klasse geschürten Befürchtungen ergab, dass die Überlegenheit der britischen Flotte gegenüber den Flotten der anderen europäischer Mächte, zumal der sich damals im Aufbau befindenden Hochseeflotte des Deutschen Reiches, im Schwinden begriffen sei und damit der Sicherheit und dem Wohlstand des Inselkönigreiches höchste Gefahr drohen würde. Mitunter gingen diese Befürchtungen so weit, dass von völliger Hilflosigkeit gegenüber einer deutschen Invasion die Rede war (Invasion Scare).

## Entstehung und Verlauf des Scares

### Die Vorgeschichte des Scares
Nachdem im ersten Jahrzehnt des 20. Jahrhunderts zahlreiche europäische Staaten – Italien, Österreich-Ungarn, Frankreich und im Besonderen das Deutsche Reich – im Zuge des allgemeinen Trends zugunsten einer imperialistisch und kolonialistisch orientierten Außenpolitik ehrgeizige Flottenrüstungsprogramme auf den Weg gebracht hatten, wuchsen in Großbritannien, als der traditionell stärksten Seemacht Europas, allmählich die Befürchtungen, dass mit einem zunehmenden Stärkerwerden dieser neuen Seemächte die eigene Vorherrschaft zur See und damit die britischen Handels- und Sicherheitsinteressen in Zukunft in Gefahr geraten könnten.
Als die Regierung des Deutschen Reiches in einer Ergänzung zu seinem Marinegesetz von 1899 im Jahr 1908 beschloss, in den kommenden zwei Jahren je vier sogenannte Dreadnoughts – die damals größten und modernsten Großkampfschiffe – auf Kiel zu legen, alarmierte dies in Großbritannien Parlamentarier und Admiralität, die fürchteten, der Überlegenheitsabstand der britischen Marine gegenüber der deutschen könnte binnen kurzer Zeit „zusammengeschmolzen“ sein. Um den Rüstungsvorsprung der britischen gegenüber der deutschen Marine aufrechterhalten zu können, sah man sich in Großbritannien – wie es im Übrigen auch durch den so genannten Two-Force-Standard von 1884 geboten war – zum Nachrüsten veranlasst.
Am 16. März 1908 trug daraufhin der Marineminister der Regierung Asquith, Reginald McKenna, einen überarbeiteten Marineetat vor: Dieser sah einen Ausbau der Marine vor, der derart groß sein sollte, dass er geeignet sein würde, den britischen Vorsprung vor der deutschen Marine zu gewährleisten. McKenna brachte die auf die Formel „increase with incease“ („Vergrößern ohne Unterlass“).

### Der Ablauf des Scares
Aus der Besorgnis, dass die Nachrüstungsanstrengungen der Regierung Asquith zu kurz reichen würden, entspann sich in den folgenden Wochen und Monaten schließlich der Naval Scare von 1909, der sich schließlich zum ersten Wettrüsten des 20. Jahrhunderts entwickelte.
Versuche der britischen Regierung, der Reichsführung ihre Aufrüstungsabsichten zunächst auf diplomatischem Wege sozusagen „auszureden“, gingen fehl: So teilte der britische Außenminister Sir Edward Grey am 4. Januar 1909 dem britischen Botschafter in Berlin, Edward Goschen, über ein Gespräch mit dem deutschen Botschafter in London, Graf Wolff-Metternich zur Gracht, mit, dass er diesem gesagt habe, dass das Deutsche Reich zwar das Recht habe so viele Schiffe zu bauen, wie es wolle, dass es dann aber auch nicht übelnehmen könne, wenn Großbritannien so viele Schiffe nachbaute, wie es als für seinen Selbstschutz notwendig betrachte. Sein Appell an Metternich, dass „…there was a risk of invasion should there be any unfavourable turn in the relations between this country and Germany“ (deutsch: … das Risiko der Invasion bestünde, sollte sich eine unliebsame Wende in den Beziehungen zwischen England und Deutschland ergeben), stieß bei der Reichsregierung ebenso wenig auf Resonanz wie die Vorschläge, den Flottenausbau in beiden Ländern, wenn schon nicht zu stoppen, so doch wenigstens zu verlangsamen beziehungsweise die jeweiligen Schiffsneubauten doch zumindest durch Marineattachés der jeweils anderen Seite inspizieren zu lassen. Umgekehrt war Metternichs Versicherung an Grey, dass Deutschland bis 1912 „garantiert“ nicht mehr als dreizehn Dreadnoughts haben würde, nicht geeignet, diesen zu beruhigen. Diverse weitere Treffen Greys mit Metternich im Februar und März verliefen gleichermaßen ergebnislos.
Indessen sahen große Teile der britischen Industrie einen Ausbau der Flotte als ihren Interessen dienlich an: So konnten insbesondere die Kohle- und Stahlindustrie sowie die Reedereien sich im Falle einer Verstärkung der britischen Rüstungsanstrengungen auf finanziell äußerst einträgliche Großaufträge für den Bau weiterer Dreadnoughts einstellen. Einige Politiker sahen einen Rüstungsschub zudem als eine Möglichkeit, die Erwerbslosenquote zu reduzieren. Tatsächlich sank der Anteil der Beschäftigungslosen unter den Mitgliedern der britischen Gewerkschaft für Ingenieurwesen, Metall und Schiffbau später von 13 % 1909 auf 6,8 % 1910. In diesem Sinne argumentierte ein Artikel in der Fortnight Review am 1. Januar 1909, dass eine Aufrüstung der Marine „segensreich“ wäre, weil sie neue Arbeitsplätze schaffen und so die britische Wirtschaft stärken würde. Ein weiterer Artikel vom 1. Februar ergänzte zudem, dass ein Aufrüsten zudem die beste Garantie einer weiteren Friedenssicherung wäre: „The equilibrium of great armaments gives stability to peace and prevents a plunge into the dread unknown of conflict.“
Zu einem allgemeinen Aufschrecken in Großbritannien wie Deutschland führte schließlich McKennas Auftritt im Unterhaus am 16. März. In seiner Rede vor dem Parlament beanspruchte der Marineminister einerseits einen Marineetat, der höher war als jeder Etat für die Seestreitkräfte in der vorangegangenen britischen Geschichte und der andererseits die Abkehr vom Two-Force-Standard postulierte und nunmehr kaum verhohlen das Deutsche Reich als alleinigen Rüstungskontrahenten Großbritanniens identifizierte: „… I select that Power [Germany] as the standard by which to measure our own requirements“ (deutsch: „Ich wähle diese Macht (Deutschland) als den Standard, an dem wir unsere eigenen Bedürfnisse messen“). Insbesondere bei der konservativen Opposition und beim rechten Flügel seiner eigenen, der liberalen, Partei stieß der Aufruf: „…the safety of the Empire stands above all other considerations. No matter what the cost, the safety of the country must be assured (… die Sicherheit des Empires steht über allen anderen Überlegungen. Egal, was es kostet, die Sicherheit des Landes muss sichergestellt sein)“ auf lebhafte Zustimmung. Faktisch sah sein Rüstungsfahrplan vor, 1909 vier Dreadnoughts zu bauen und – falls nötig – die Option auf vier weitere festzuschreiben. Intensiviert wurde diese Hysterie schließlich durch die Meldung der Fertigstellung eines neuen Luftschiffstyps durch die Zeppelinwerke am 14. April.
Es folgte eine erhitzte Debatte, in der Befürworter und Gegner von McKennas Kurs gleichermaßen leidenschaftlich für ihre Positionen stritten. Während Aufrüstungsgegner wie der Liberale Lupton („…I am sure Germany is perfectly friendly to us…“ deutsch: „… Ich bin sicher, Deutschland ist uns absolut freundlich gesinnt…“) darauf hinwiesen, dass „We never had a war with Germany“ (deutsch: „Wir hatten nie Krieg mit Deutschland“) und dass das Geld ohnehin besser im Ausbau des Sozialsystems angelegt sei, redeten Konservative und Angehörige des imperialistischen Flügels der Liberalen der sicherheitspolitischen Unverzichtbarkeit einer starken Flotte das Wort. So argumentierte Samuel Roberts: „The first and foremost reason why we should have a supreme Navy is our island home.“ (deutsch: „In erster Linie ist der Grund, warum wir eine überlegene Flotte brauchen, unsere Inselheimat.“) Um die Lebensmittelversorgung Großbritanniens sicherzustellen, wären beispielsweise 33 Millionen Einheiten Weizen jährlich erforderlich, von denen jedoch nur 7,5 Millionen im Land selbst wachsen würden, während die übrigen 25,5 Millionen Einheiten aus dem Ausland eingeführt werden müssten. Um die Versorgung der Insel auch im Kriegsfall zu gewährleisten, sei eine starke Marine unabdingbar. Der Abgeordnete John Ward fragte indessen, weswegen eine Kontinentalmacht wie Deutschland eine Flotte brauchen würde, die ebenso stark sei wie die eines reinen Inselkönigreiches. Da Deutschland für seine Sicherheit nur eine starke Armee, nicht aber eine starke Marine brauchen würde, könnte diese nur Offensivabsichten dienen. In die gleiche Kerbe schlagend lobten Premierminister Asquith und der Oppositionsführer Arthur Balfour McKennas Pläne. Letzterer behauptete sogar, dass Deutschland bis Juli 1911 nicht nur 13, wie die Liberalen annahmen, sondern ganze 17 Dreadnoughts haben würde, woraufhin ihm der liberale Handelsminister Winston Churchill heftig ins Wort fiel.
Churchill, Innenminister Herbert Gladstone und David Lloyd George, der Finanzminister der Regierung Asquith, der bereits am 3. Januar in einem Brief an Churchill den Verdacht geäußert hatte „I believe the Admirals are procuring false information to frighten us.“ (deutsch: „Ich glaube, die Admiräle liefern Falschinformationen, um uns zu ängstigen.“) (Griggs, S. 176), traten in der Folge konsequent als jene (überwiegend liberalen) Parlamentarier auf, die am hartnäckigsten eine Kleinhaltung der Flottenausgaben forderten (Little Navy Party).
Die Navy League trat diesen Forderungen mit dem Slogan: „We want eight and we won’t wait“ (deutsch: „Wir wollen acht und wir werden nicht warten“) entgegen und forderte noch 1909 den Bau aller acht Schiffe.
Die Debatte vom 16. März blieb in Deutschland indessen nicht unbemerkt. Goschen beschrieb die Reaktionen in Deutschland in einem Bericht am 22. März: „The debate…is being followed with the deepest interest here and is the subject of discussion not only in the Press but also in the Budget Committee of the Reichstag…“ (deutsch: „Die Debatte … wird hier mit größtem Interesse verfolgt und nicht nur in der Presse, sondern auch im Finanzkomitee des Reichstages diskutiert…)“.
Am 29. März bat die Marine im Unterhaus um sechs Schiffe, während die Mehrheit der Abgeordneten (nur 135 von mehreren Hundert Abgeordneten stimmten für den Bau von acht Schiffen) jedoch nur die Mittel für vier Schiffe genehmigen wollte. McKenna fand einen Kompromiss, indem er um die Mittel für den sofortigen Bau von vier Schiffen bat und die Mittel für den Bau von vier weiteren später im Jahr, „if deemed necessary“. Die nicht veranschlagten Finanzmittel sollten stattdessen für die Lloyd George’schen und Churchill’schen Pläne zugunsten eines weiteren Ausbaus des britischen Sozialstaates genutzt werden.
Am 26. Juli sprach McKenna erneut vor dem Unterhaus und verkündete seine Absicht, die vier zusätzlichen Schiffe, die ihm für den Fall, dass die vier ohnehin zum Bau anstehenden Schiffe nicht hinreichen sollten, zugesagt worden waren, bauen zu lassen. Es folgte erneut eine streitbare Debatte. Als Premierminister Asquith sich schließlich abermals auf die Seite seines Marineministers stellte, war die Debatte de facto entschieden und der Bau der zusätzlichen vier – also insgesamt acht – Schiffe besiegelt. Nachdem ihre Aufrüstungsziele erreicht waren, stellten die konservativen Politiker und Presseorgane ihre aggressive Rhetorik zugunsten einer weiteren Aufrüstung der Marine ein, so dass mit dem Ende der Panik-Rhetorik des Frühlings und Frühsommers auch die Flottenpanik als ein Zustand oder geistiges Klima in der Mitte des Sommers 1909 ihren Abschluss fand.

## Ergebnisse des Scares
Das direkte Resultat des Naval Scares, die Erhöhung der Anzahl der Dreadnoughts, die 1909 auf Kiel gelegt wurden, auf acht, war ein herber Schlag für die liberale Regierung, die nach den Wahlen von 1906 mit dem Versprechen einer deutlichen Reduzierung der militärischen Ausgaben angetreten war. Die Aufwendung von zusätzlichen beträchtlichen Finanzmitteln zugunsten der Marine sowie eine durch die weitere Aufrüstung notwendig gewordene Steuererhöhung brachten viele Anhänger der Liberalen gegen „ihre Vertreter“ und „ihre Regierung“ auf.
Historisch markiert der Naval Scare von 1909 das faktische Ende der Politik des Two-Force-Standards.
Winston Churchill fasste rückblickend die Aufrüstungsdebatte, die das Parlament im Zuge des Naval Scares austrug, in seinen Weltkriegserinnerungen lakonisch-ironisch mit den Worten zusammen:

“In the end a curious and characteristic solution was reached. The Admiralty had demanded six ships: the economists offered four: and we finally compromised on eight. However, five out of the eight were not ready before ‚the danger year‘ of 1912 had passed peacefully away.”

„Letztendlich wurde eine kuriose und charakteristische Lösung erreicht. Die Admiralität hatte sechs Schiffe verlangt, die Ökonomen boten vier und schließlich einigten wir uns auf acht. Wie auch immer, fünf der acht waren nicht fertig, bevor das ‚Gefahrenjahr‘ 1912 friedlich vorüber war.“